# Praça de Espanha (Pontevedra)
A Praça de Espanha é uma praça pedonal do século XIX localizada no centro da cidade de Pontevedra (Espanha), no limite do centro histórico da cidade e da Alameda de Pontevedra.

## Origem do nome
A praça deve o seu nome ao facto de ser a sede das instituições políticas mais importantes da cidade e de ser o seu centro nevrálgico.

## História
A praça de Espanha foi desenvolvida no final do século XIX seguindo o traçado da antiga muralha medieval com a construção da nova Câmara Municipal como espaço de transição entre o centro histórico e a Alameda de Pontevedra, que tinha sido o antigo pomar do convento dominicano e que os dominicanos transformaram em 1648 em lugar de passeio e que, em 1847, foi fechado por muros de pedra. Foi com a expansão urbana do final do século XIX, que tornou efectiva o arquitecto Alejandro Sesmero, que o processo de formação da Alameda e, assim, da praça de Espanha, tomou forma no âmbito da expansão burguesa da cidade. A ampliação e desenvolvimento da praça de Espanha foi incluída no projecto encomendado pela Câmara Municipal em 1880 ao arquitecto Alejandro Sesmero para o planeamento e desenvolvimento da Alameda.
A praça como tal rapidamente se tornou um importante espaço central da cidade, pois era a praça da Câmara Municipal e outros edifícios de grande importância institucional e política, como o Palácio da Câmara Provincial de Pontevedra, muito próximo. Era conhecida como Plaza del Ayuntamiento (Praça da Câmara Municipal). Em agosto de 1911, no lado oeste da praça, junto à Alameda, o monumento aos heróis de Puente Sampayo feito por Julio González-Pola y García por ocasião do primeiro centenário da batalha de Ponte Sampaio contra os franceses foi erguido no local de um pequeno lago de pedra circular que foi removido. A estátua foi rodeada por um pequeno jardim cercado por uma pequena balaustrada de ferro e assim permaneceu até a década de 1960.
Na década de 1920, a praça tornou-se um ponto de passagem para o elétrico de Pontevedra a Marín, que entrou em serviço em dezembro de 1924 e que passava em frente da câmara municipal e, a partir de 1943, do trólei que o substituiu. Em 1936, a praça foi renomeada Plaza de España, substituindo o nome Plaza de la República, que tinha durante a Segunda República. Com a construção da estrada N-550 que liga Corunha à fronteira portuguesa, a praça tornou-se um local de passagem para automóveis a partir da década de 1940. Com o crescimento do tráfego automóvel nas décadas seguintes, a praça perdeu a sua configuração original de nível único e um ilhéu central ajardinado foi criado para separar os dois sentidos de tráfego.
Em 1950, a construção do novo edifício institucional do governo civil da província de Pontevedra foi planeada na cidade, para a qual, seguindo as recomendações do Estado espanhol, a cidade de Pontevedra cedeu um terreno rectangular isolado ao noroeste da praça de Espanha. De acordo com requisitos oficiais, o edifício deveria ser construído na parte mais digna da cidade onde as sedes das autoridades municipais (Câmara Municipal) e provinciais (Conselho Provincial de Pontevedra) iriam coexistir no mesmo espaço. O edifício foi inaugurado em 1958.
Nos anos 70, o ajardinamento em torno do Monumento aos Heróis de Puente Sampayo foi ampliado e a vedação de ferro forjado foi removida. A 4 de abril de 1983, o então presidente da Junta da Galiza, Gerardo Fernández Albor, inaugurou uma fonte de luz multijato que rodeou o monumento durante anos. Em 2009, foi desmantatelada quando começaram as obras do novo parque de estacionamento subterrâneo da praça.
A praça foi completamente remodelada, inteiramente pavimentada e rodeada de granito em todos os extremos, recuperando assim a sua plataforma única e tornando-se pedonal. No lado norte da praça, no extremo mais próximo da rua Arzobispo Malvar, foram instaladas lajes de pedra com a inscrição Circunvalación, de 4 metros de comprimento, recordando a primeira circunvalação de Pontevedra no século XVI (que ligava a Ponte do Burgo à parte alta da cidade, do lado de fora das muralhas e que foi pavimentada no século XVIII) e em frente à Câmara Municipal, foi colocada a inscrição Concello de Pontevedra em lajes de pedra no chão. A praça foi inaugurada como o novo centro pedestre da cidade a 12 de novembro de 2010. A partir desse momento, a praça tornou-se o local para a maior parte das actividades sociais de Pontevedra.

## Descrição
A praça tem a estrutura típica das praças espanholas do final do século XIX, com um monumento no centro. A praça tem uma forma rectangular irregular e cobre uma área de mais de 4 000 metros quadrados. Tem 1 350 metros quadrados pavimentados em pedra e mais 2 200 em paralelepípedos, bem como áreas ajardinadas, com trechos de terra compactada, em torno do Monumento aos Heróis de Puente Sampayo. O paralelepípedo é o elemento dominante, mas a pedra é utilizada para destacar os elementos salientes.
Na parte norte da praça estão as inscrições Circunvalación e Concello Pontevedra feitas nas lajes de granito do pavimento. A Praça de Espanha funciona como um espaço de transição entre o centro histórico da cidade e a Alameda do arquitecto Sesmero. Onze ruas convergem aqui num grande espaço aberto: Michelena, Alameda, General Martitegui, Prudencio Landín, Herreros, Arzobispo Malvar, Mestre Mateo, Paio Gómez Charino, Bastida, Gran Vía de Montero Ríos e Marquês de Riestra.
A praça é presidida no seu lado oriental pela Câmara Municipal de Pontevedra, a sede do poder político municipal. No seu lado ocidental está o edifício da Subdelegação do Governo, a sede do poder político do Estado. No seu lado sudoeste, rodeado de jardins e terra compactada, está o Monumento aos Heróis de Puente Sampayo. Em frente, ao sudeste do monumento, encontram-se as ruínas do Convento de São Domingos.

## Edifícios notáveis
O edifício mais importante da praça é a Câmara Municipal de Pontevedra, que fica no lado leste da praça e é o ponto focal. É um edifício eclético, de inspiração parisiense, projectado pelo arquitecto Alejandro Sesmero e inaugurado em agosto de 1880. O edifício é um conjunto equilibrado, com grandes colunas iônicas (no térreo) e coríntias (no andar de cima), que destacam a sua parte central. A porta da frente tem um arco de volta perfeita decorado com uma coroa de folhas de carvalho, simbolizando a força, e as janelas são decoradas com o brasão da cidade. As colunas que emolduram a entrada estão em um grande pedestal elevado e são coroadas por capitéis iônicos ou coríntios romanos altamente decorados. Sesmero substitui o acanto por vegetação (folhas, frutas) pendurada na coluna. A balaustrada que corre no topo contém quatro crateras nos cantos.
No lado sudoeste da praça está o edifício da subdelegação do governo, um exemplo da arquitectura institucional de meados do século XX, inaugurado em 1958. A fachada principal tem uma entrada monumental com um pórtico de colunas gémeas independentes de ordem dórica encimadas pela balaustrada de um terraço concebido para as autoridades, delimitado por uma galeria em arco com janelas semicirculares. Este corpo central serve de ligação à entrada principal do edifício.
Nas proximidades encontram-se outros edifícios importantes e representativos da cidade: o Palácio do Conselho Provincial de Pontevedra, as ruínas do Convento de São Domingos, a Escola Secundária Valle-Inclán, a antiga Escola Normal de Pontevedra e o antigo quartel de São Fernando, bem como o monumento aos heróis de Puente Sampayo.

## Galeria de imagens

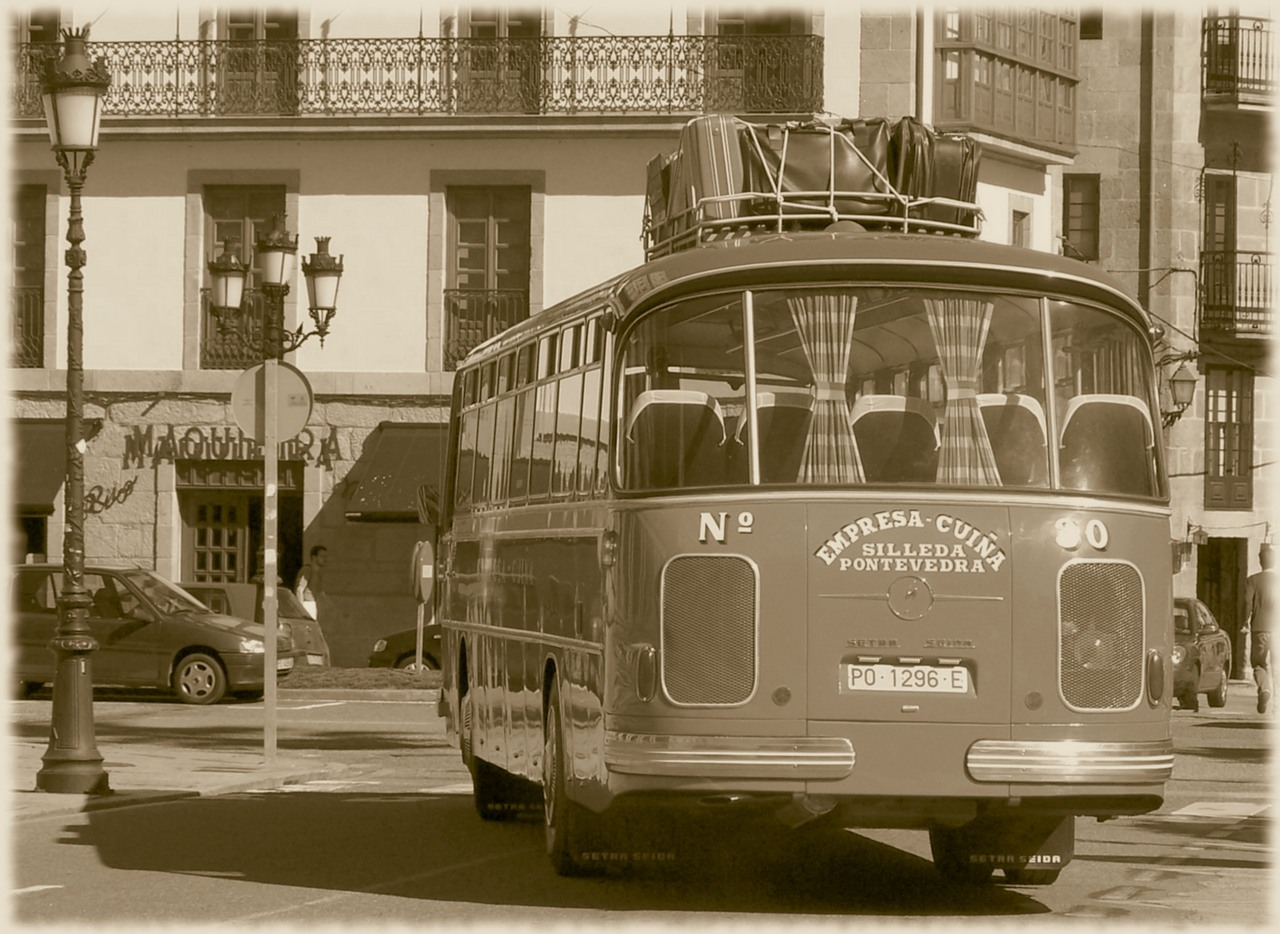
Autocarro na praça em 2006
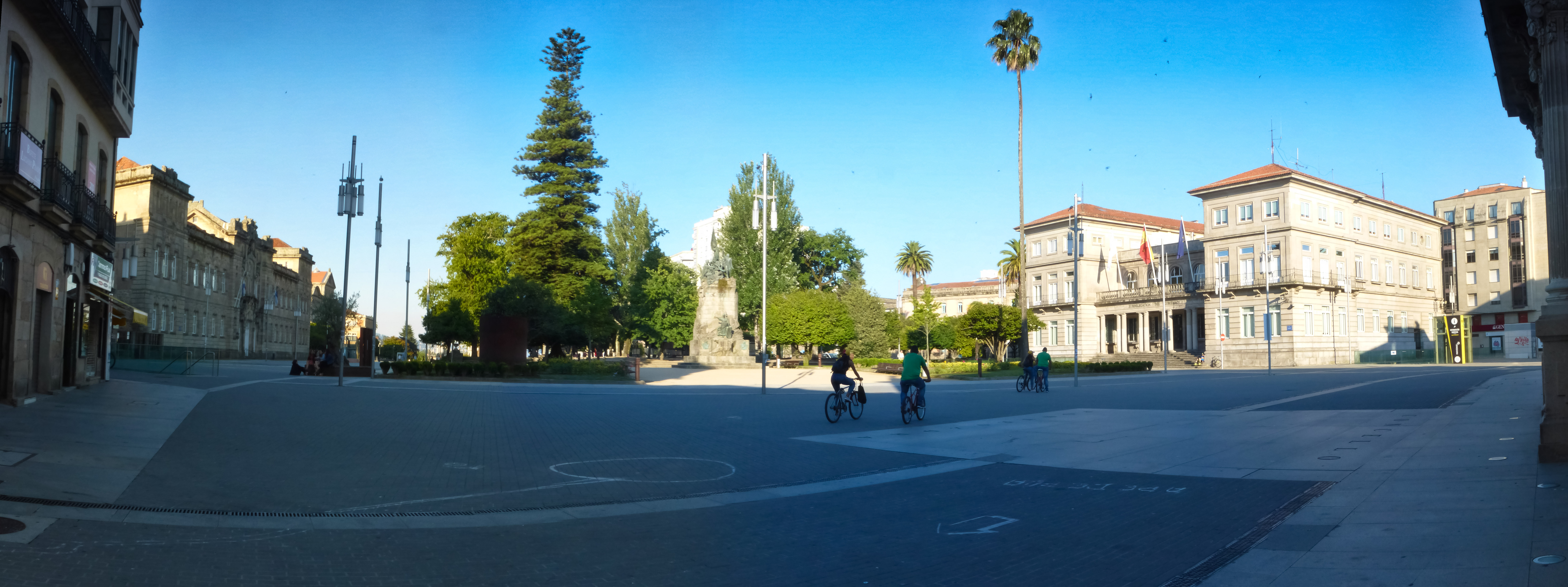
Panorâmica da praça
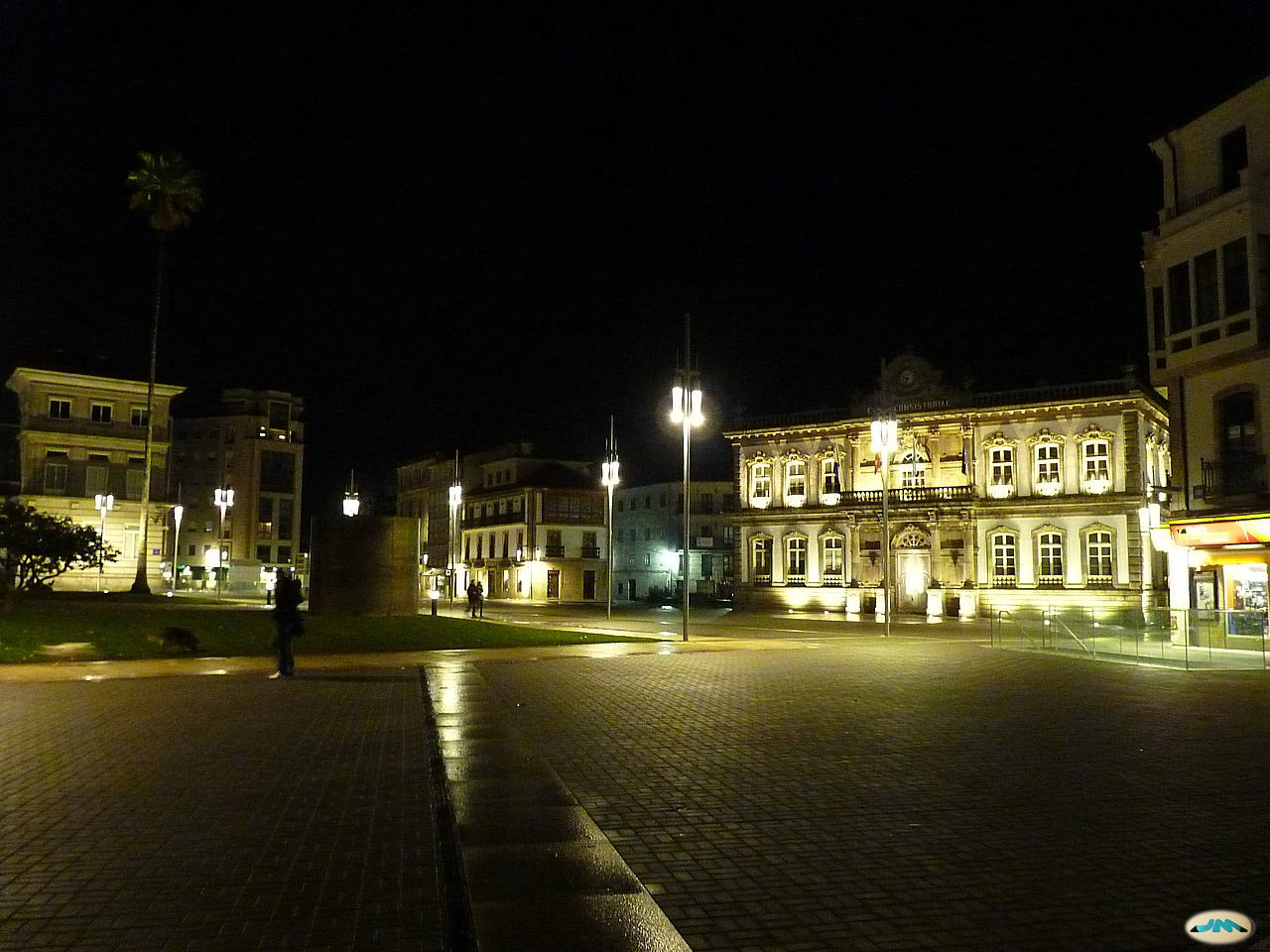
Praça, à noite
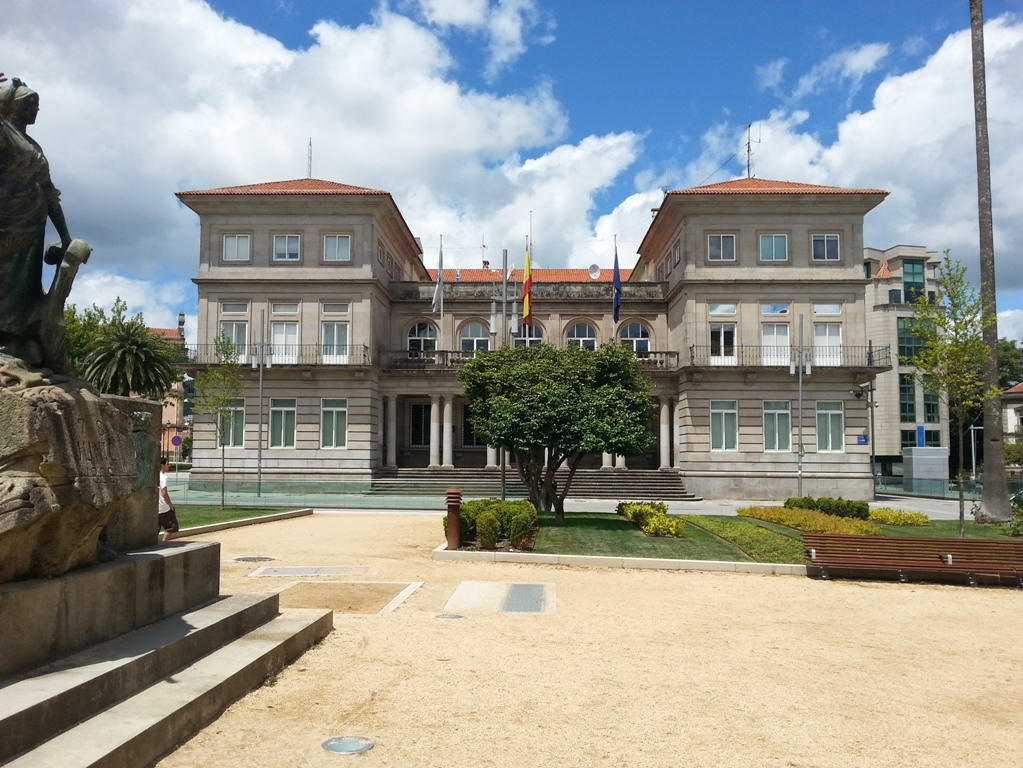
Delegação do Governo
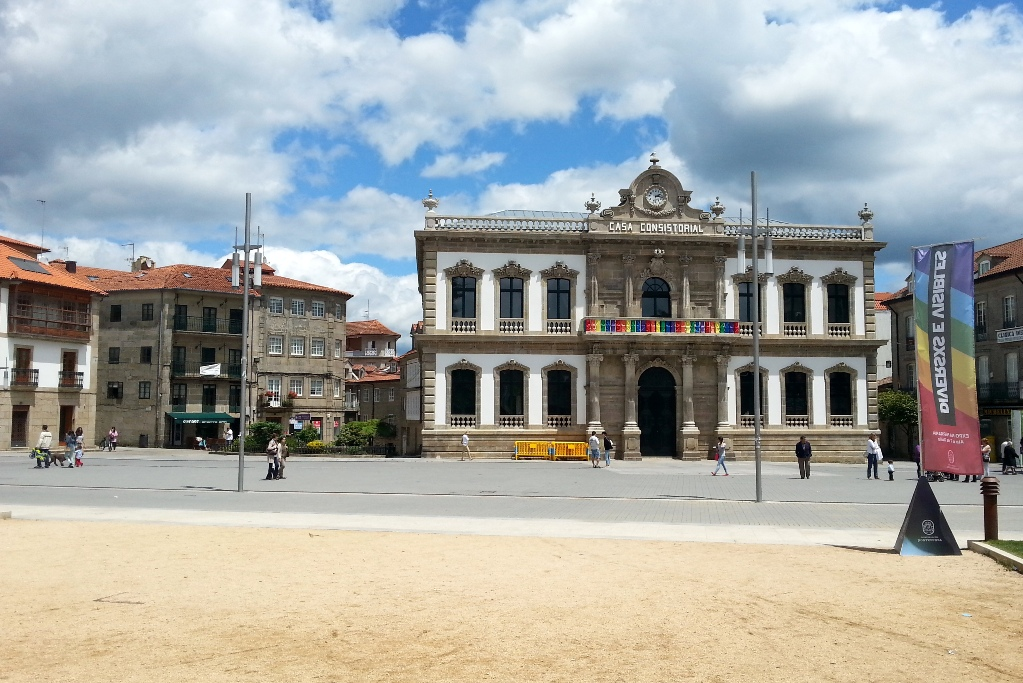
Praça de Espanha
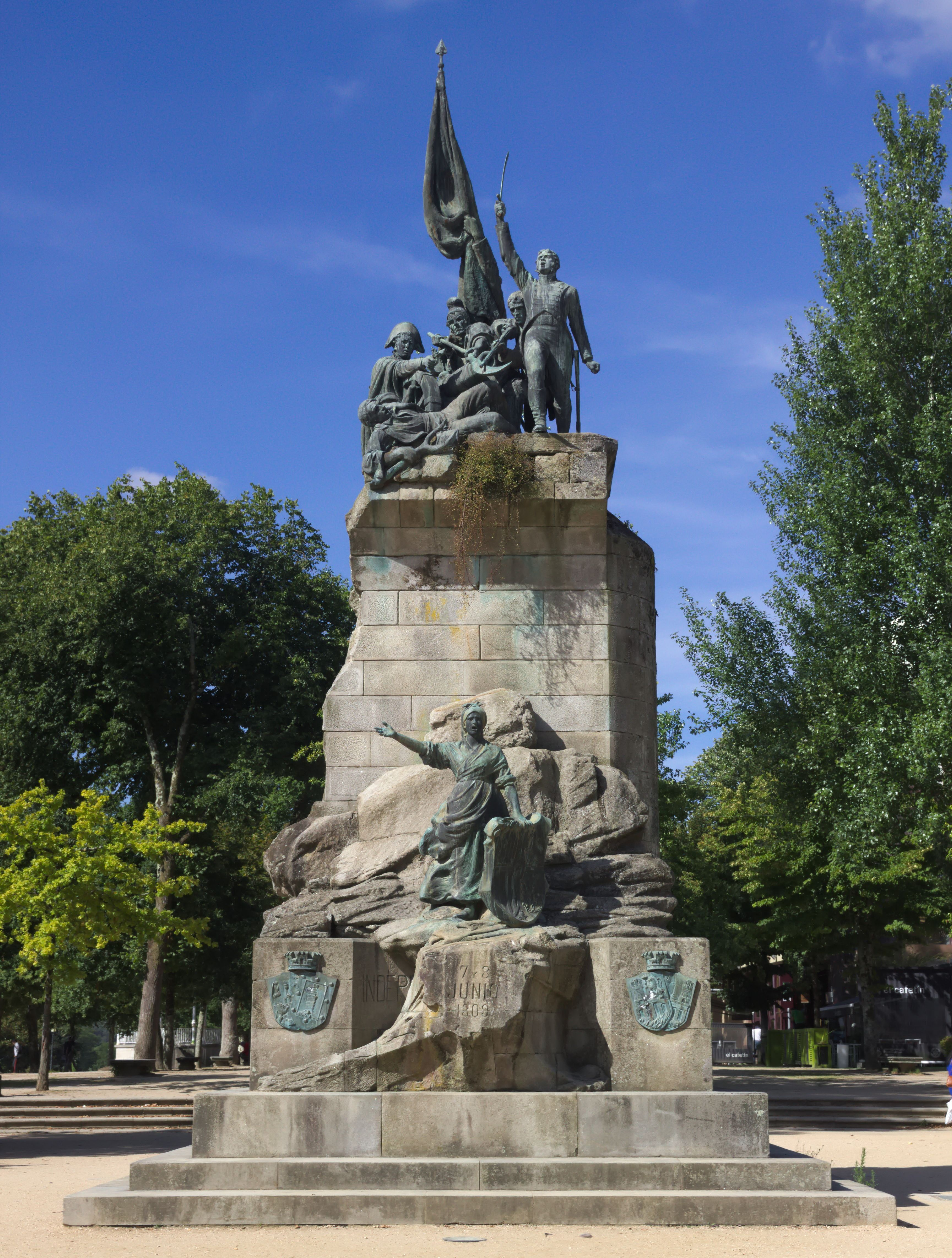
Monumento aos heróis de Puente Sampayo
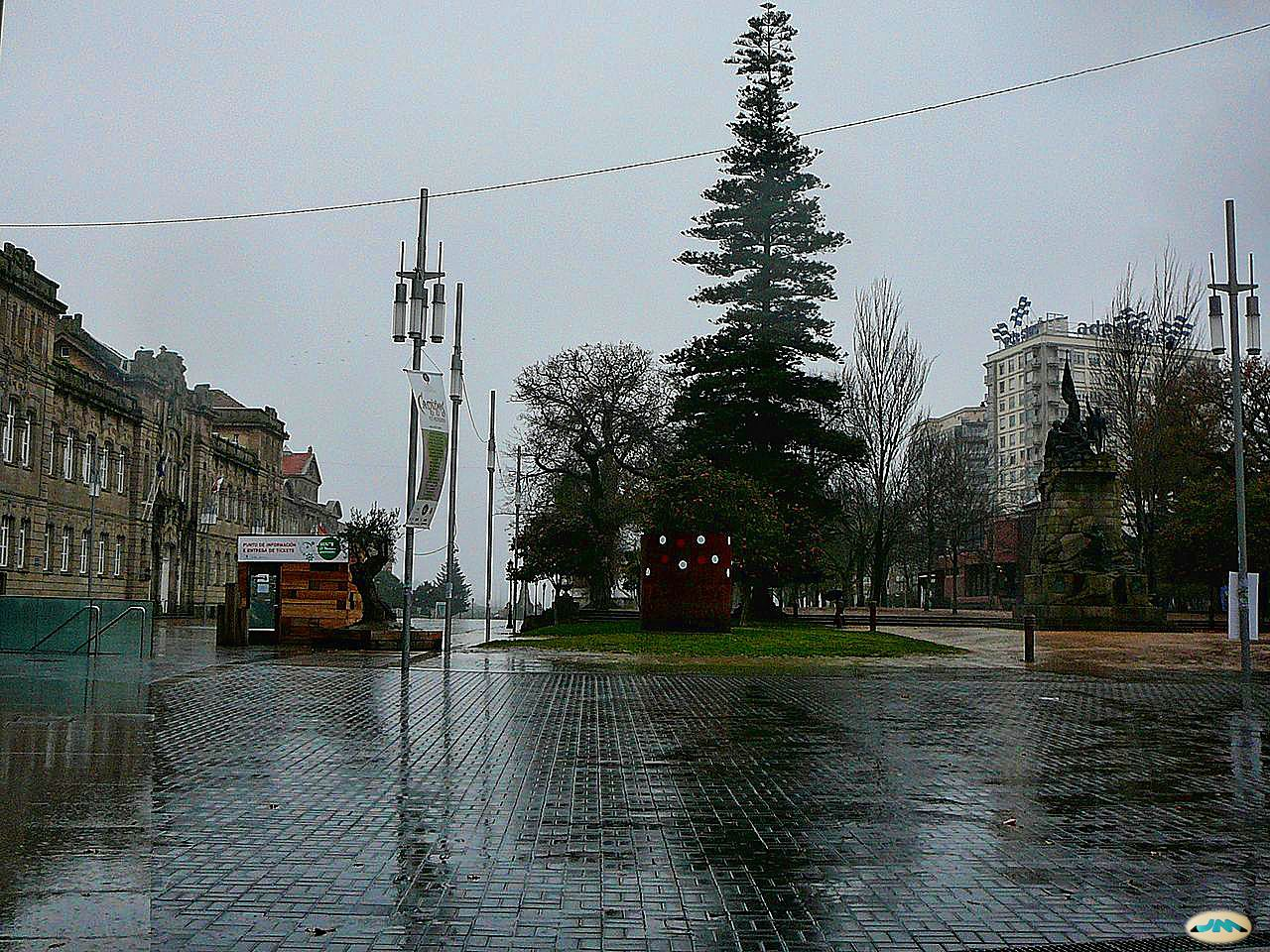
Paralelepípedos da praça molhados
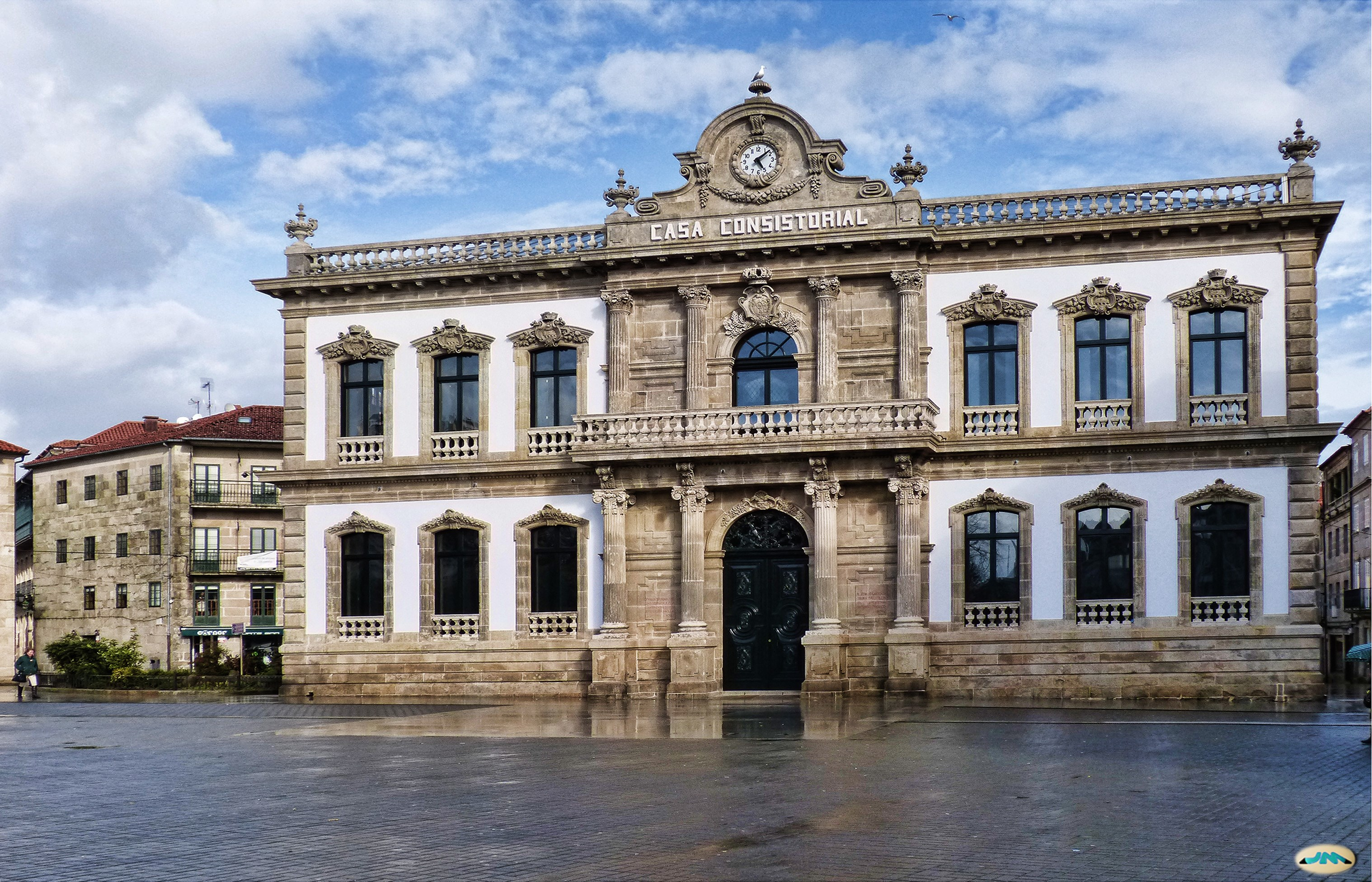
Câmara Municipal de Pontevedra
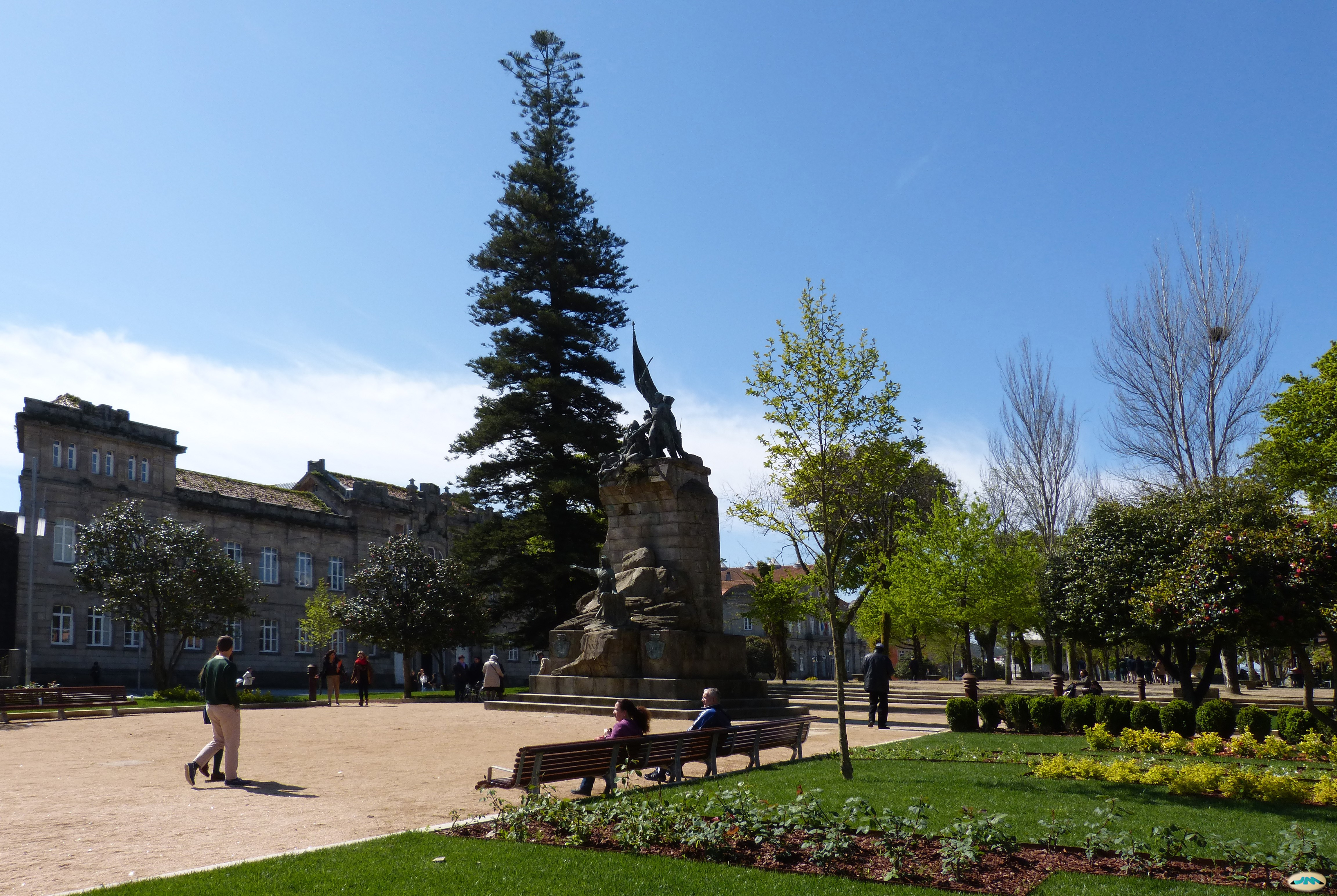
Jardins e Monumento aos heróis de Puente Sampayo
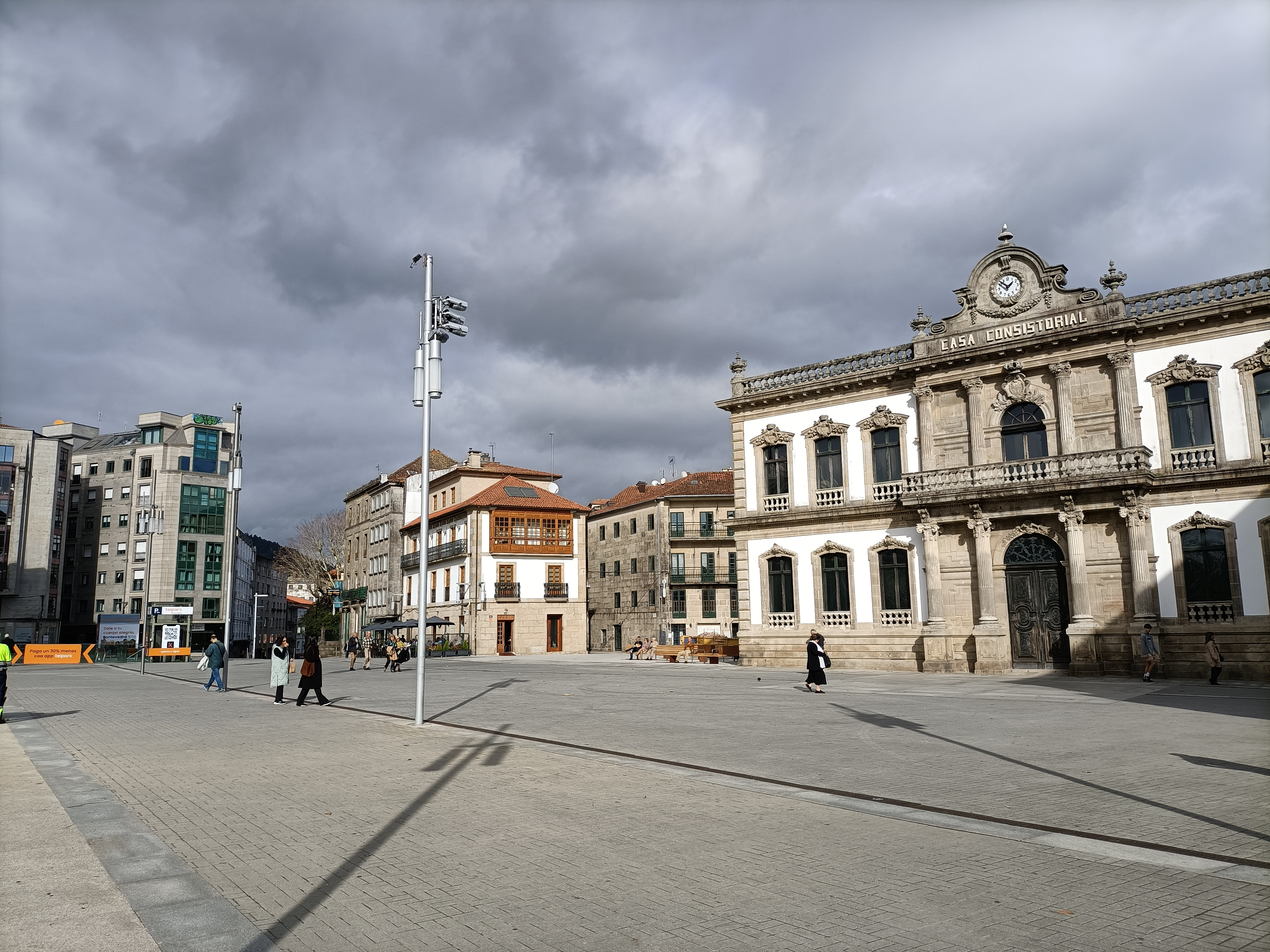
A Praça de Espanha em novembro de 2023
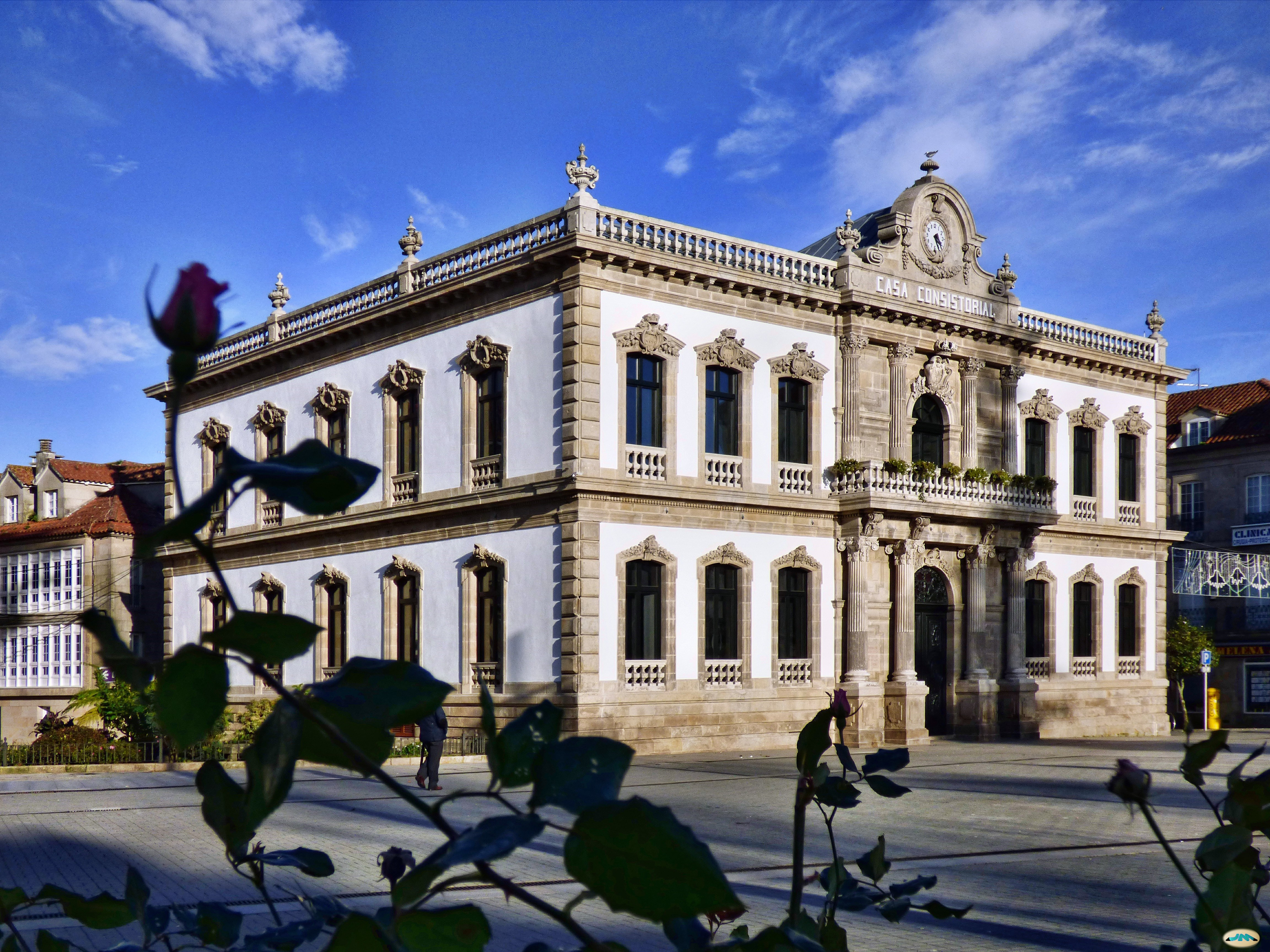
Fachada oeste da Câmara Municipal de Pontevedra

### Outros artigos
- Gran Vía de Montero Ríos
- Rua Marquês de Riestra
- Ensanche-Centro da cidade
- Rua Michelena